# Rhinocypha colorata
Rhinocypha colorata är en trollsländeart som först beskrevs av Hagen in Selys 1869.  Rhinocypha colorata ingår i släktet Rhinocypha och familjen Chlorocyphidae. Inga underarter finns listade i Catalogue of Life.